# Balaenifrons
Balaenifrons és un gènere d'arnes de la família Crambidae.

## Taxonomia
- Balaenifrons homopteridia Hampson, 1896
- Balaenifrons ochrochroa Hampson, 1917

## Espècies antigues
- Balaenifrons aryrostrota Hampson, 1917